# Police Tero Football Club
Maillots
Actualités
Le Police Tero Football Club (en thaï : สโมสรฟุตบอลโปลิศ เทโร), plus couramment abrégé en Police Tero FC, est un club thaïlandais de football fondé en 1992 et basé à Bangkok, la capitale du pays.

## Histoire
Fondé en 1992 sous le nom de BEC Tero Sasana Football Club, le club fusionne en 2017 avec le Police United Football Club pour former le Police Tero Football Club.

## Palmarès
| Compétitions nationales | Compétitions internationales                                                                                  | |
| --- | --- | --- |
| \| - Championnat de Thaïlande (2) : - Champion : 2000 et 2001-02. - Vice-champion : 2002-03 et 2003-04. - Coupe de Thaïlande : - Finaliste : 2009. \| \| - Coupe de la Ligue thaïlandaise (1) : - Vainqueur : 2014. - Coupe de la Reine : - Finaliste : 2009. \| | - Ligue des champions d'Asie : - Finaliste : 2002-03. - Championnat des clubs de l'ASEAN : - Finaliste : 2003 | |
| - Championnat de Thaïlande (2) : - Champion : 2000 et 2001-02. - Vice-champion : 2002-03 et 2003-04. - Coupe de Thaïlande : - Finaliste : 2009. | | - Coupe de la Ligue thaïlandaise (1) : - Vainqueur : 2014. - Coupe de la Reine : - Finaliste : 2009. |

## Personnalités du club

### Présidents
- Chakthip Chaijinda

### Entraîneurs
| - Bruce Campbell (1996 - 1997) - Pongphan Wongsuwan (1997) - Vorawan Chitavanich (1998 - 1999) - Jason Withe (1999 - 2000) - Pichai Pituwong (2001 - 2002) - Attaphol Buspakom (2002 - 2004) - Sasom Pobprasert (2004 - 2005) - Dave Booth (2006) - Régis Laguesse (2007) - Christophe Larrouilh (2008 - juin 2009) - Totchtawan Sripan (juin 2009 - juillet 2010) - Jorge Enrique Amaya (juillet 2010 - octobre 2010) |  | - Peter Butler (octobre 2010 - juin 2011) - Phayong Khunnaen (juin 2011 - décembre 2011) - Andrew Ord (janvier 2012 - août 2012) - Sven-Göran Eriksson (septembre 2012 - novembre 2012) - Stéphane Demol (5 décembre 2012 - 31 mars 2013) - René Desaeyere (31 mars 2013 - 11 juillet 2013) - Choketawee Promrut (11 juillet 2013 - 10 août 2013) - Jose Alves Borges (août 2013 - novembre 2014) - Božidar Bandović (novembre 2014 - mai 2015) - Kenny Shiels (mai 2015 - août 2015) - Rangsan Viwatchaichok (10 août 2015 - 27 août 2015) |  | - Manuel Cajuda (août 2015 - décembre 2015) - Rangsan Viwatchaichok (1er décembre 2015 - 13 décembre 2015) - Branko Smiljanić (février 2016 - mai 2016) - Surapong Kongthep (mai 2016 - décembre 2016) - Uthai Boonmoh (février 2017 - juin 2017) - Mike Mulvey (juin 2017 - novembre 2017) - Scott Cooper (janvier 2018 - mars 2018) - Rangsan Viwatchaichok (mars 2018 - juin 2018) - Totchtawan Sripan (juin 2018 - septembre 2018) - Rangsan Viwatchaichok (septembre 2018 - novembre 2023) - Thawatchai Damrong-Ongtrakul (juin 2024 - novembre 2024) - Kaveh Magnusson (décembre 2024) - Jose Borges (janvier 2025 - ) |

### Anciens joueurs
- "Zico" Senamuang
- Kafoumba Coulibaly
- Hervé Kambou
- Thomas Gamiette
- Otman Djellilahine
- Ahmed Awad

## Logotypes

Ancien logo.
Logo actuel.